# Simon Schama

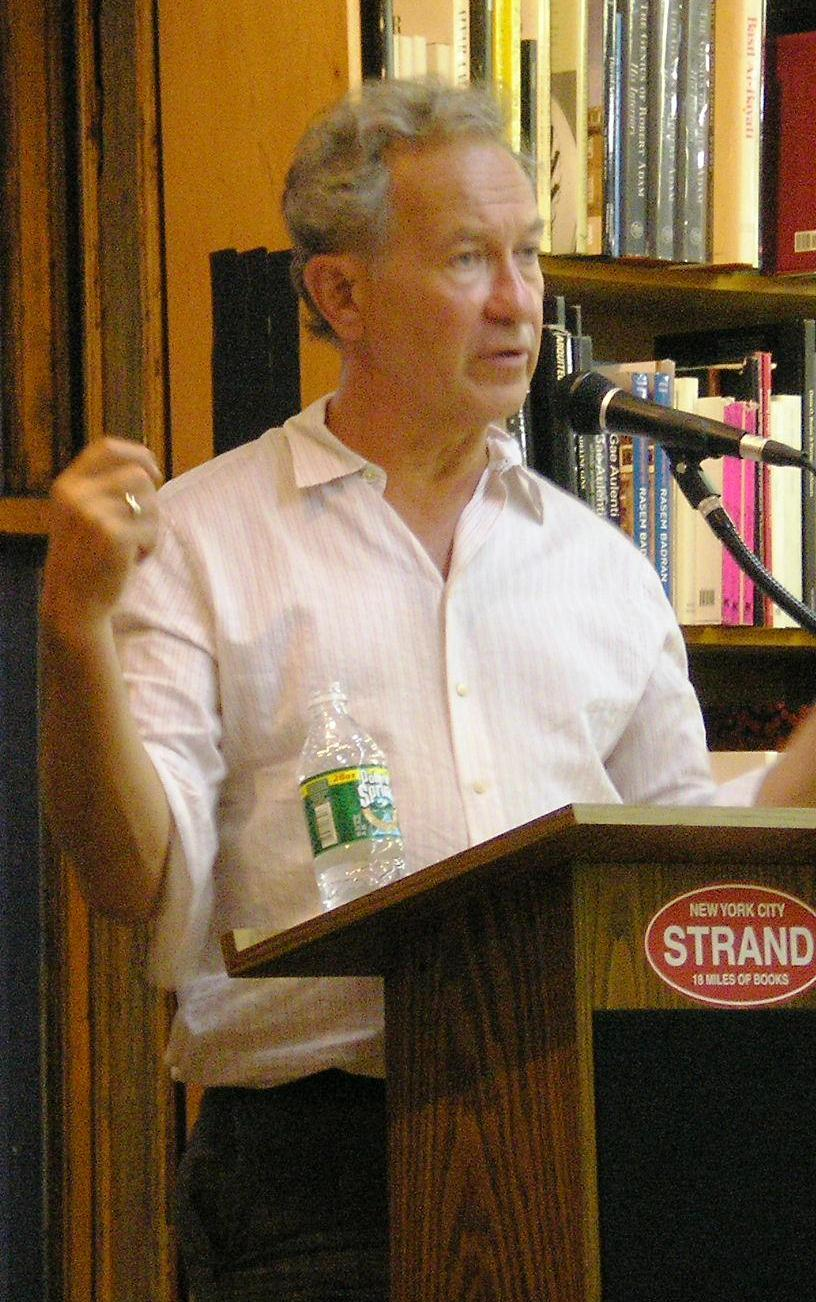
Simon Schama

Simon Michael Schama (ur. 13 lutego 1945 w Londynie) – brytyjski profesor historii i historii sztuki na Columbia University w Nowym Jorku. Do jego prac należą m.in.: Landscape and Memory (Pejzaż i pamięć), Dead Certainties (Martwe pewniki), Rembrandt's Eyes (Oczy Rembrandta), Citizens (Obywatele), The Embarassement of Riches (Zakłopotanie bogaczy). Jego zainteresowania obejmują historię i sztukę Holandii, historię XVIII-wiecznej Francji, a także metodologię nauk historycznych. Jest twórcą dwóch seriali dokumentalnych BBC: A History of Britain (Pewna historia Brytanii) i The Power of Art (Potęga sztuki). Był krytykiem sztuki w magazynie The New Yorker. 

## Książki
- Patriots and Liberators: Revolution in the Netherlands 1780–1813 (1977)
- Two Rothschilds and the Land of Israel (1978)
- The Embarrassment of Riches: An Interpretation of Dutch Culture in the Golden Age (1987)
- Citizens: A Chronicle of the French Revolution (1989)
- Dead Certainties: Unwarranted Speculations (1991)
- Landscape and Memory (1995)
- Rembrandt's Eyes (1999)
- A History of Britain tom I (2000)
- A History of Britain tom II (2001)
- A History of Britain tom III (2002)
- Hang Ups: Essays on Art (2005)
- Rough Crossings (2005)
- The Power of Art (2006)
- The American Future (2009)

## Filmy dokumentalne
- Simon Schama's A History of Britain – (2000)
- Rough Crossings: Britain, the Slaves and the American Revolution – (2005)
- Simon Schama's Power of Art – (2006)
- The American Future: A History – (2008).
- Simon Schama's: Obama's America – (2009)